# Biton gaerdesi
Biton gaerdesi är en spindeldjursart som beskrevs av Roewer 1954. Biton gaerdesi ingår i släktet Biton och familjen Daesiidae. Inga underarter finns listade.